# Uromastyx ocellata
Espèce
Statut de conservation UICN

 LC  : Préoccupation mineure
Statut CITES
Uromastyx ocellata est une espèce de sauriens de la famille des Agamidae.

## Répartition
Cette espèce se rencontre en Égypte, au Soudan, en Éthiopie, en Érythrée, à Djibouti et en Somalie.

## Taxinomie
Les anciennes sous-espèces Uromastyx ocellata macfadyeni et Uromastyx ocellata ornata ont été élevées au rang d'espèces et Uromastyx ocellata philbyi est désormais considérée comme une sous-espèce de Uromastyx ornata.

## Publication originale
- Lichtenstein, 1823 : Verzeichniss der Doubletten des Zoologischen Museums der Königlichen Friedrich-Wilhelm-Universität zu Berlin nebst Beschreibung vieler bisher unbekannter Arten von Säugethieren, Vögeln, Amphibien und Fischen. Königlich Preussische Akademie der Wissenschaften, Berlin, p. 1-118 (texte intégral).